# 브루스 웰치
브루스 웰치(영어: Bruce Welch, OBE, 1941년 11월 2일 ~ )는 영국의 기타 연주자이자 작곡가, 음악 프로듀서, 가수이다.
더 섀도스의 주요 구성원으로, 리듬 기타를 맡았다.

## 서훈
- 2004년 대영 제국 훈장 4등급(OBE) 수훈[1]